# Zottmann (Gemeinde St. Georgen)
Zottmann ist eine Ortschaft und Rotte in der Marktgemeinde St. Georgen an der Gusen in Oberösterreich, in der ungefähr 192 Personen (Stand: 2001) leben.

## Geographische Lage
Zottmann liegt im Norden des Gemeindegebiets von St. Georgen an der Gusen und grenzt im Osten an die Rotte Denneberg.
Nordöstlich befindet sich die Rotte der Gemeinde St. Georgen Schörgendorf und westlich die Rotte Knierübl der Nachbargemeinde Luftenberg an der Donau.